# Brest (província)
Brest (em bielorrusso: Брэсцкая вобласць) é uma das seis voblasts (província) da Bielorrússia. Sua capital é a cidade de Brest.

## Distritos
A voblast de Brest está dividida em 16 distritos (rayoni, singulas rayon):
- Baranavicy
- Biaroza
- Brest
- Drahicyn
- Hancavicy
- Ivacevicy
- Ivanava
- Kamianiec
- Kobryn
- Lachavicy
- Luniniec
- Malaryta
- Pinsk
- Pruzany
- Stolin
- Zabinka